# Stipa mandavillei
Stipa mandavillei är en gräsart som beskrevs av Helmut E. Freitag. Stipa mandavillei ingår i släktet fjädergrässläktet, och familjen gräs. Inga underarter finns listade i Catalogue of Life.